# Vision décalée
La vision décalée est un procédé de visualisation d'objets faiblement lumineux qui fait appel à la vision périphérique. Elle consiste à ne pas regarder directement l'objet, mais à regarder un peu sur le côté, tout en continuant à se concentrer sur l'objet. Ce sujet est abordé dans la littérature d'astronomie populaire mais seulement quelques études rigoureuses[réf. nécessaire] ont quantifié l'effet.
Il semble que cette façon de faire soit connue depuis l'Antiquité, puisqu'elle a été rapportée par Aristote lors de l'observation de l'amas d'étoiles connu aujourd'hui sous le nom de M41. Le procédé, qui permet de voir des lumières très faibles sur une longue distance, a également été transmis par des centaines de générations de marins dont les fonctions consistaient à faire des quarts de veille, ce qui permet de mieux repérer les lumières faibles provenant d'autres navires ou d'autres sites côtiers pendant la nuit. Il a également été utilisé dans le cadre de l'entraînement militaire.
Le même procédé peut être utilisé avec ou sans télescope (en regardant sur le côté à l'œil nu ou en regardant vers le bord du champ de vision du télescope). Une autre manière de procéder repose sur le fait que le système visuel est plus sensible au mouvement qu'aux objets statiques : elle consiste à bouger simplement le télescope pour déplacer l'objet dans le champ de vision.

## Physiologie
La vision décalée fonctionne car il n'y a pratiquement pas de bâtonnets (cellules qui détectent la faible lumière en noir et blanc) dans la zone centrale de l’œil, la fovéa. Celle-ci contient principalement des cellules coniques, qui servent de détecteurs de lumière vive et de couleur et ne sont pas aussi utiles pendant la nuit. Cette situation se traduit par une diminution de la sensibilité visuelle en vision centrale la nuit. Sur la base des premiers travaux d'Osterberg (1935), confirmés plus tard par l'optique adaptative moderne, la densité des cellules bâtonnets atteint généralement un maximum à environ 20 degrés du centre de vision. Certains chercheurs ont contesté l'affirmation selon laquelle la vision décalée est due uniquement à la densité des bâtonnets, car le pic de sensibilité aux étoiles n'est pas à 20 degrés.